# Orzechowce (gromada)
Orzechowce – dawna gromada, czyli najmniejsza jednostka podziału terytorialnego Polskiej Rzeczypospolitej Ludowej w latach 1954–1972.
Gromady, z gromadzkimi radami narodowymi (GRN) jako organami władzy najniższego stopnia na wsi, funkcjonowały od reformy reorganizującej administrację wiejską przeprowadzonej jesienią 1954 do momentu ich zniesienia z dniem 1 stycznia 1973, tym samym wypierając organizację gminną w latach 1954–1972.
Gromadę Orzechowce z siedzibą GRN w Orzechowcach utworzono – jako jedną z 8759 gromad na obszarze Polski – w powiecie przemyskim w woj. rzeszowskim na mocy uchwały nr 30/54 WRN w Rzeszowie z dnia 5 października 1954. W skład jednostki weszły obszary dotychczasowych gromad Batycze, Orzechowce i Duńkowiczki ze zniesionej gminy Orzechowce w tymże powiecie. Dla gromady ustalono 12 członków gromadzkiej rady narodowej.
1 stycznia 1969 z gromady Orzechowce wyłączono wieś Duńkowiczki, włączając ją do gromady Orły w tymże powiecie, po czym gromadę Orzechowce zniesiono, włączając jej (pozostały) obszar do gromady Maćkowice tamże.